# Список потерь Ми-8 и его модификаций (2002 год)
Список потерянных Ми-8 всех модификаций (включая Ми-9, -14, -17, -18, -19, -171 и -172) составлен по данным из открытых источников и учитывает только авиационные происшествия или воздействие внешних сил, приведшие к утрате вертолёта или его списанию вследствие полученных повреждений.
Список не полный и не окончательный.

## Список аварий и катастроф
Зелёным цветом выделены потери при применении в вооружённых конфликтах, в том числе в контртеррористических операциях.
| № п/п | Дата     | Модификация / Бортовой номер | Место                                              | Жертвы / На борту | Краткое описание |
| ----- | -------- | ---------------------------- | -------------------------------------------------- | ----------------- | --- |
| 1     | 27 янв.  | Ми-8МТВ-2 45                 | Чечня, 4 км западнее Шелковской                    | 14/14             | Вертолёт ВВ МВД России был сбит из ПЗРК «Игла-1М». Машина загорелась в воздухе, потеряла управление и упала на землю. Все находившиеся на борту погибли, в том числе начальник Главного управления МВД РФ по ЮФО генерал-лейтенант М. М. Рудченко и первый заместитель командующего Внутренними войсками РФ генерал-майор Н. П. Гаридов. |
| 2     | 28 янв.  | Ми-8 н.д.                    | Чечня, Веденский район, близ Дышне-Ведено          | 0/15              | В полёте был обстрелян из стрелкового оружия, совершил вынужденную посадку и загорелся. |
| 3     | 7 февр.  | Ми-8МТ 95770.                | Чечня, Грозный                                     | 7/10              | Вертолёт ВВС России осуществлял поиск пропавшего 3 февраля Ми-24. На 20-й минуте полёта машина совершила резкий рывок влево, после чего перешла в неконтролируемое вращение и с высоты 50 м упала на землю. На борту возник пожар. Все находившиеся в грузовой кабине погибли, а экипаж с различными травмами доставлен в госпиталь. |
| 4     | 28 февр. | Ми-8Т RA-24400               | Якутия, Таймылыр                                   | 0/5               | Ошибка экипажа. При заходе на посадку в условиях ограниченной видимости экипаж упустил контроль за вертикальной скоростью, допустил её увеличение до 6 м/с при поступательной менее 40 км/ч. В результате вертолёт попал в режим «вихревого кольца», в 260 м от посадочной площадки столкнулся с землёй и опрокинулся на правый борт. Экипаж и пассажиры получили травмы различной степени тяжести. |
| 5     | 12 марта | Ми-8Т RA-24198               | Петропавловск-Камчатский, Халактырский аэропорт    | 0/23              | После взлёта вертолёт попал в снежный вихрь и КВС потерял визуальный контакт с земными ориентирами, в результате машина сместилась назад, столкнулась рулевым винтом с землёй и опрокинулась на левый борт. Вертолёт получил значительные повреждения. Два пассажира, КВС и второй пилот получили травмы. |
| 6     | 28 апр.  | Ми-8АМТ RA-22158             | Красноярский край, 74 км от Ермаковское            | 8/20              | В полёте в условиях ограниченной видимости вертолёт, летящий на малой высоте, задел провода ЛЭП, упал на землю и разрушился. Погибли губернатор Красноярского края генерал-лейтенант Лебедь и 7 сопровождающих его лиц, все остальные получили травмы различной степени тяжести. |
| 7     | 2 мая    | Ми-8 н.д.                    | н.д.                                               | н.д./н.д.         | Подробности отсутствуют. |
| 8     | 7 мая    | Ми-8МТ н.д.                  | Республика Алтай, гора Актру                       | 11/11             | Вертолёт 337-го овп совершал нелегальную перевозку сноубордистов на площадку в горах. При заходе на посадку машина задела скалу, потеряла управление и, разрушаясь, упала по отвесному склону высотой 700 м. |
| 9     | 20 июля  | Ми-8МТВ-2 н.д.               | Ингушетия, Джейрахский район                       | 12/12             | Вертолёт ФПС России в условиях плохой видимости (туман) врезался в склон горы. Погибли 4 члена экипажа и 8 пограничников разведывательно-поисковой группы Назрановского погранотряда. |
| 10    | 22 июля  | Ми-8Т RA-22948               | Ленинградская область, близ Сясьстроя              | 0/12              | В полёте вертолёт попал в условия неблагоприятных метеоусловий (сильный ветер с порывами до 18 м/с). Экипаж активно пытался парировать воздействие ветра на машину (как следует из выводов комиссии — действия экипажа были правильные), но из-за недостатка высоты не удалось избежать столкновения с деревьями и последующего падения вертолёта. Вертолёт получил значительные повреждения, члены экипажа и пассажиры получили травмы различной степени тяжести. |
| 11    | 17 окт.  | Ми-8МТВ-2 46                 | Чечня, Гудермесский район, близ села Комсомольское | 3/24              | Вертолёт ВВ МВД России при полёте на высоте 15—20 м вдоль Терека столкнулся с проводами ЛЭП, вследствие чего машина получила значительные повреждения, лишилась управления, упала в реку и частично затонула. Борттехник капитан Коровин получил тяжелые травмы и скончался до прибытия спасателей. Два пассажира, сотрудники МВД, предприняли попытку вплавь достичь берега, но их унесло течением реки и оба числятся в пропавших без вести. После демонтажа оборудования и вооружений вертолёт был подорван. Версия с обстрелом вертолёта с земли не подтвердилась. |
| 12    | 19 окт.  | Ми-17 н.д.                   | округ Кокс-Базар, Укхия                            | 4/4               | Вертолёт ВВС Бангладеш в полёте столкнулся с телевышкой и упал на землю. З члена экипажа погибли на месте, ещё один по дороге в больницу. |
| 13    | 29 окт.  | Ми-8МТВ-2 н.д.               | Чечня, Ханкала                                     | 4/н.д.            | Вертолёт ВВ МВД России при заходе на посадку поражён в район рулевого винта ракетой ПЗРК «Игла-1М». Машина потеряла управление, перешла в режим неуправляемого вращения с резкими изменениями значений крена и тангажа, столкнулась с землей и взорвалась. 3 члена экипажа и один пассажир погибли. |